# Bácum
Bácum är en ort i Mexiko.   Den ligger i kommunen Bácum och delstaten Sonora, i den nordvästra delen av landet, 1 400 km nordväst om huvudstaden Mexico City. Bácum ligger 27 meter över havet och antalet invånare är 4 227.
Terrängen runt Bácum är mycket platt. Runt Bácum är det glesbefolkat, med 19 invånare per kvadratkilometer. Närmaste större samhälle är Ciudad Obregón, 15,8 km sydost om Bácum. Trakten runt Bácum består till största delen av jordbruksmark.